# Jean Chabot (réalisateur)
Pour les articles homonymes, voir Chabot et Jean Chabot.
Jean Chabot est un réalisateur, scénariste et acteur québécois né le 2 août 1945 à Saint-Jean-Baptiste-de-Rouville (Québec), décédé le 11 octobre 2003 d'une leucémie.

## Filmographie

### Comme réalisateur
- 1971 : Mon enfance à Montréal
- 1975 : Histoire de pêche
- 1975 : Une nuit en Amérique
- 1977 : Samedi - Le Ventre de la nuit
- 1977 : Mercredi - Petits souliers, petit pain
- 1978 : Mardi - Un jour anonyme
- 1978 : Le Ventre de la nuit
- 1979 : La Fiction nucléaire
- 1982 : Le Futur intérieur
- 1987 : Voyage en Amérique avec un cheval emprunté
- 1988 : La Nuit avec Hortense
- 1995 : Sans raison apparente
- 1997 : Notre-Dame des Chevaux
- 2000 : Mack Sennett, roi du comique

### Comme scénariste
- 1971 : Mon enfance à Montréal
- 1975 : Une nuit en Amérique
- 1979 : La Fiction nucléaire
- 1982 : Le Futur intérieur
- 1987 : Voyage en Amérique avec un cheval emprunté
- 1995 : Sans raison apparente
- 2000 : Mack Sennett, roi du comique

### Comme acteur
- 1987 : Voyage en Amérique avec un cheval emprunté